# Ovčare (Kutjevo)
Ovčare (1948-ig Vetovo Pustara, majd 1991-ig Ovčara) falu Horvátországban, Pozsega-Szlavónia megyében. Közigazgatásilag Kutjevohoz tartozik.

## Fekvése
Pozsegától légvonalban 10, közúton 13 km-re északkeletre, községközpontjától légvonalban 7, közúton 9 km-re délnyugatra, a Pozsegai-medencében, a Vetovót Jakšić-tyal összekötő út mentén fekszik.

## Története
A település a 19. század elején mezőgazdasági majorként keletkezett a vetovoi uradalom területén. Juhaklok épültek és juhokat neveltek itt. Innen kapta a nevét is (ovca = juh). A juhneveléshez és a mezőgazdasági termeléshez ebben jártas magyar és német családokat telepítettek be. A településnek 1890-ben 114, 1910-ben 302 lakosa volt. 1910-ben a népszámlálás adatai szerint lakosságának 48%-a horvát, 31%-a magyar, 13%-a német, 5%-a szerb anyanyelvű volt. Pozsega vármegye Pozsegai járásának része volt. Az első világháború után 1918-ban az új szerb-horvát-szlovén állam, majd később (1929-ben) Jugoszlávia része lett. A magyar és német lakosságot a második világháború idején elüldözték. Helyükre a háború után főként horvátok érkeztek. 1991-ben lakosságának 89%-a horvát, 4%-a albán nemzetiségű volt. A településnek 2011-ben 123 lakosa volt.

## Lakossága
| Lakosság változása | Lakosság változása | Lakosság változása | Lakosság változása | Lakosság változása | Lakosság változása | Lakosság változása | Lakosság változása | Lakosság változása | Lakosság változása | Lakosság változása | Lakosság változása | Lakosság változása | Lakosság változása | Lakosság változása | Lakosság változása |
| ------------------ | ------------------ | ------------------ | ------------------ | ------------------ | ------------------ | ------------------ | ------------------ | ------------------ | ------------------ | ------------------ | ------------------ | ------------------ | ------------------ | ------------------ | ------------------ |
| 1857               | 1869               | 1880               | 1890               | 1900               | 1910               | 1921               | 1931               | 1948               | 1953               | 1961               | 1971               | 1981               | 1991               | 2001               | 2011               |
| 0                  | 0                  | 0                  | 114                | 155                | 302                | 31                 | 156                | 103                | 245                | 239                | 196                | 158                | 169                | 143                | 123                |